# Економіка бідності. Як звільнити світ від злиднів
Економіка бідності. Як звільнити світ від злиднів (англ. Poor Economics: A Radical Rethinking of the Way to Fight Global Poverty by Abhijit V. Banerjee) — книжка Абхіджіт Банерджі та Естер Дуфло. Вперше опублікована 26 квітня 2011 року. В 2017 перекладена українською мовою видавництвом «Наш формат» (перекладач — Володимир Плискін).

## Огляд книги
Абхіджіт Банерджі та Естер Дуфло висувають припущення про те, як функціонує економіка та як дійсно живуть бідні люди, наголошуючи на основних аспектах бідності: постійні запозичення; нехтування безкоштовною імунізацією та плата за непотрібні ліки; чому, до прикладу, громадянин Марокко купує телевізор, в той час як на їжу коштів не вистачає? незадовільна освіта дітей з бідного оточення.
Автори обґрунтовують ці припущення, виходячи з проведених досліджень: більш ніж 15 років вони подорожували та досліджували життя малозабезпечених людей, вивчали специфічні проблеми, що породжують бідність, та ефективні шляхи їх вирішення. З емпіричного погляду автори вірять, що можливо розробити стратегії викорінення бідності.
За версією Волл-стріт джорнел книга є чудовою та надзвичайно корисною, пропонує радикальне переосмислення економіки бідності та погляд на життя з розрахунку використання 99 центів на день. Водночас книга є практичною з огляду на вміщені в ній пропозиції.
Незважаючи на те, що бідні мають такі ж бажання та здібності як будь-хто інший, вони проживають зовсім інше життя. Створення світу без бідності починається перш за все з розуміння труднощів в сфері освіти, охорони здоров‘я, підприємництва, економіки, з якими щодня стикаються бідні.  [Архівовано 24 жовтня 2018 у Wayback Machine.]
Державні політики боротьби з бідністю зазнали невдач через неправильне розуміння сутності цього явища. Терпіння, конкретне мислення та бажання усвідомлювати та вчитись на реальних даних — ось що допоможе подолати злидні.

## Переклад українською
- Абхіджіт Банерджі, Естер Дуфло. Економіка бідності. Як звільнити світ від злиднів / пер. Володимир Плискін. К.: Наш Формат, 2017. — 312 с. — ISBN 978-617-7388-68-4